# André Hammel
Pour l’article ayant un titre homophone, voir André Hamel.
Pour les articles homonymes, voir Hammel.
André-Henri Louis Hammel, né le 9 mai 1894 à Paris et mort le 6 décembre 1965 à Saint-Jean-aux-Bois dans l'Oise, est un pasteur, psychiatre et résistant français. Il est reconnu, ainsi que son épouse Georgette, Juste parmi les nations à titre posthume en 1996.

## Biographie
André Hammel est fusilier marin durant la Première Guerre, et il est décoré de la croix de guerre et de la médaille militaire. D'abord pasteur de l'église réformée du Foyer de l'Âme à Paris, de 1921 à 1931. Puis il soutient en 1930 une thèse de doctorat en médecine intitulée Contribution à l'étude physiologique et clinique du D. Camphre sulfonate de diéthylène diamine et fait une spécialisation de psychiatrie, et ouvre l'une des premières cliniques psychiatriques françaises, la clinique Béthanie à Saint-Jean-aux-Bois (Oise), dans la forêt de Compiègne, puis la dirige. Protestant très engagé, socialement et politiquement, notamment comme maire de sa commune, il est chevalier de la Légion d'honneur.
André et Georgette Hammel reçoivent, à titre posthume, en 1996, la médaille des Justes de Yad Vashem, pour avoir sauvé onze Juifs pendant la Seconde Guerre mondiale.
André est le père notamment de Maurice Hammel, pasteur, de Jean-Pierre Hammel, lieutenant-colonel des FFI, médaillé de la résistance puis directeur de l'École alsacienne, de la sociologue et écrivain féministe Évelyne Sullerot. Le spéléologue Frédérik Hammel est son petit-fils.